# Stephensův ostrov (Nový Zéland)
Stephensův ostrov (maorsky Takapourewa) leží na nejsevernějším cípu zaplavených údolí Marlborough Sounds na severu Jižního ostrova Nového Zélandu.

## Historie
Stephensův ostrov nebyl nikdy trvale osídlen domorodými komunitami, místní jej spíše občasně využívali jako oblast k rybolovu či lovu mořských ptáků. Pro západní civilizaci jej v březnu roku 1770 objevil James Cook, jenž ostrov pojmenoval na počest britského politika Sira Philipa Stephense (1723 – 1809). Na začátku 90. let 19. století, v době, kdy byl Nový Zéland pod britskou správou, vybraly místní úřady Stephensův ostrov jako stanoviště pro maják, jenž měl navigovat lodě plující západními vodami Cookova průlivu. Lidská kolonizace se nicméně výrazně podepsala na přírodním rázu ostrova. Od zřízení majáku roku 1894 došlo vlivem vypalování a pastevectví k likvidaci asi 90 % původního lesního porostu. Vážný dopad měla i introdukce nepůvodních predátorů, zvláště koček. Teprve roku 1966 byl Stephensův ostrov vyhlášen přírodní rezervací. Od 90. let 20. století jsou jeho oficiálními vlastníky Maorové lidu Ngāti Koata.

## Přírodní poměry
Stephensův ostrov má rozlohu 150 ha a maximální nadmořskou výšku 283 m. Místní oceánické podnebí je charakteristické častými silnými větry, mírnými teplotami a pravidelnými srážkami.

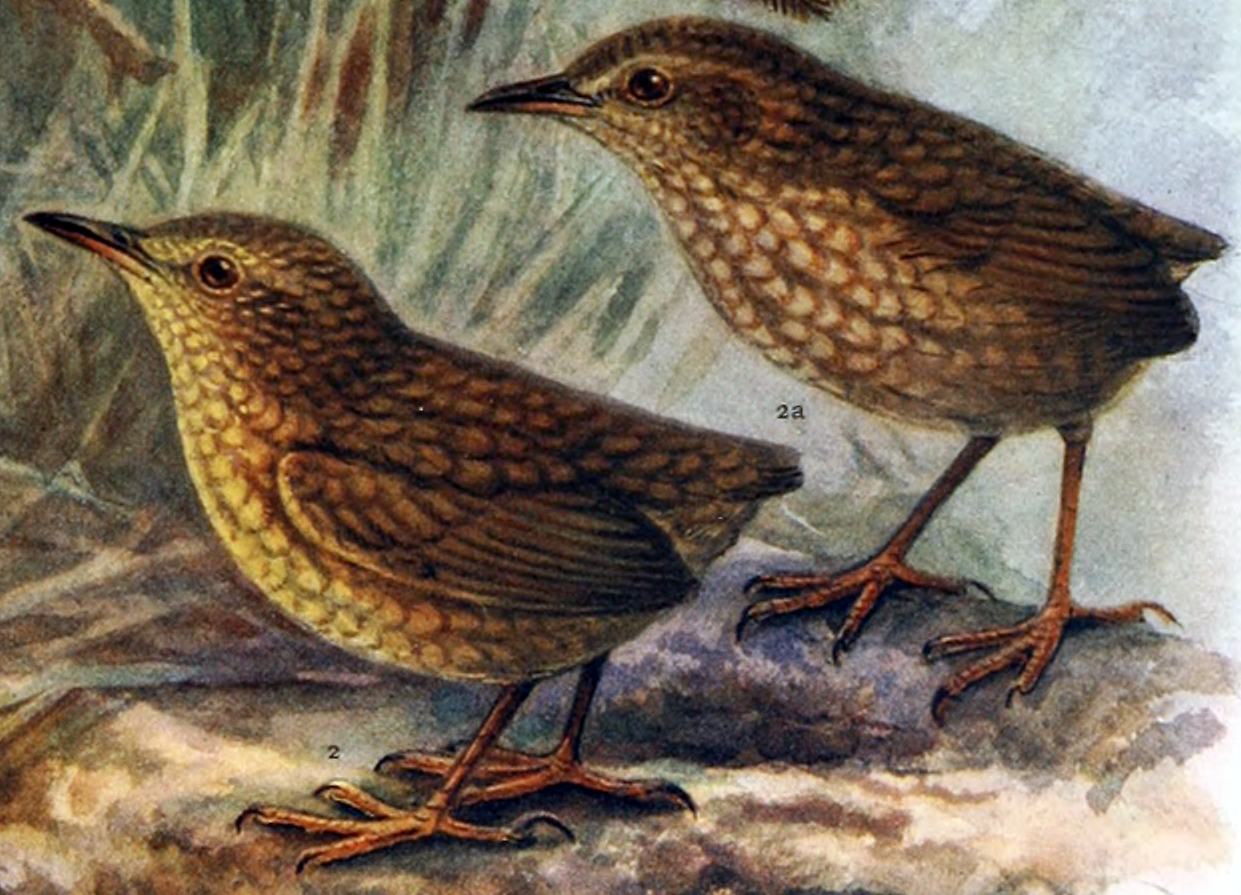
Dvojice pokřovníků na kresbě J. G. Keulemanse

Před evropskou kolonizací šlo o ostrovní refugium, izolované od konce poslední doby ledové, a navíc prosté zavlečených predátorů, jako byly krysy ostrovní (Rattus exulans). Stanoviště, vystavené větrnému podnebí, bylo silně zalesněné, ačkoli nemohlo udržovat podokarpové lesy, namísto nich převládaly porosty tvořené stromy „kohekohe“ (odb. Dysoxylum spectabile). Ty poskytovaly domov velkému množství druhů ptáků, jmenovat lze pokřovníky ostrovní (Traversia lyalli), turnagry drozdí (Turnagra capensis), kruhoočko australopacifické (Zosterops lateralis), pávíka popelavého (Rhipidura fuliginosa), střízlíkovce novozélandského (Gerygone igata), chřástala páskovaného (Hypotaenidia philippensis), holuba maorského (Hemiphaga novaeseelandiae), laločníky sedlaté (Philesturnus carunculatus), pištce žluté (Mohoua ochrocephala), pištce šedokrké (Mohoua novaeseelandiae), medosavky novozélandské (Anthornis melanura) či tuie zpěvného (Prosthemadera novaeseelandiae). Jejich populace však byly silně zdecimovány a řada z těchto druhů z ostrova již vymizela. Zřejmě nejznámější zůstává příběh pokřovníka ostrovního, nelétavého pěvce a místního endemita. Podle populárního výkladu ptáka vyhubila v průběhu jediného roku kočka správce majáku Davida Lyalla, která je v některých zdrojích uváděna pod jménem „Tibbles“. Ačkoli pokles populace pokřovníků byl podle všeho o něco méně dramatický (přičemž se na něm podílela větší populace zavlečených koček), pták vyhynul maximálně deset let po svém objevení.
Bohatá však zůstává populace různých mořských ptáků, jako jsou rackové novozélandští (Chroicocephalus novaehollandiae scopulinus), rackové mořští (Larus marinus) a někteří ústřičníci, ostrov také představuje významné hnízdiště buřňáků, jako je buřňák temný (Ardenna grisea), buřňák hrdliččí (Pachyptila turtur) či buřňák třepetavý (Puffinus gavia). Tito ptáci hnízdí v norách a na ostrov se vracejí až pod rouškou noci. Jejich obávanými predátory jsou moták tichomořský (Circus approximans) a ostříž novozélandský (Falco novaeseelandiae).
Mořští ptáci svým trusem pomáhají vytvářet úživné půdy, které podporují velké množství bezobratlých. Díky tomu zde mohou žít i druhově početná společenstva plazů, mj. pagekoni druhu Toropuku stephensi, Naultinus manukanus a Woodworthia maculata, dále scinkové rodu Oligosoma a největší populace hatérií (Sphenodon punctatus). Žije zde také jediná přirozeně se vyskytující populace leiopelmy Hamiltonovy (Leiopelma hamiltoni), jedné z nejprimitivnějších známých žab. Jedinými původními savci ostrova jsou lachtani Forsterovi (Arctocephalus forsteri).